# Roger Pratt (architetto)
Roger Pratt (1620 – 1684) è stato un architetto inglese.

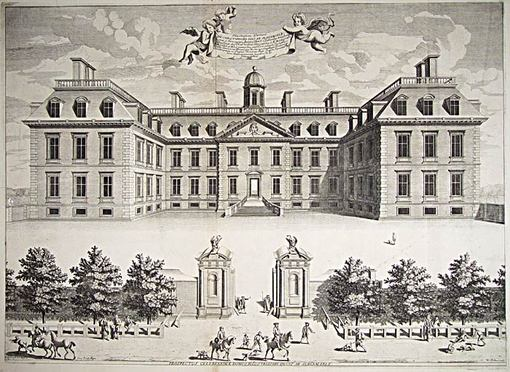
Clarendon House, Londra (distrutta)

"Architetto gentiluomo", definito come il miglior seguace di Inigo Jones, le sue opere ebbero notevole influenza sull'architettura inglese del Seicento, ma tutti i suoi progetti sono andati perduti o alterati nel corso del tempo.
Tra i suoi lavori si ricordano: Coleshill House (1650, distrutta), Kingston Lacy (dal 1663, manomessa nell'Ottocento), Horseheath Hall (1663-1665, distrutta) e soprattutto la Clarendon House (1664-1667, distrutta), che fu la prima residenza costruita secondo i canoni del Classicismo inglese.
Inoltre, Pratt importò dalla Francia l'appartement double e la cour d'honneur.